# Bradina leptolopha
Bradina leptolopha là một loài bướm đêm trong họ Crambidae.